# Iraota maecenas
Iraota maecenas är en fjärilsart som beskrevs av Fabricius 1793. Iraota maecenas ingår i släktet Iraota och familjen juvelvingar. Inga underarter finns listade i Catalogue of Life.